# Club Costa City
Club Costa City is een Spaanse voetbalclub in Elche. De club is opgericht in 2020 en is opgericht door Saúl Ñíguez, samen met zijn broer Aaron. Ze zullen starten in de 3e divisie van Spanje.
Sinds de oprichting in 2020 is Nike de hoofdsponsor.